# Die Polizeischule
Die Polizeischule war die erste Dokuserie auf dem Schweizer Regional-TV-Sender Telebasel. Sie wurde vom Dezember 2006 bis Februar 2007 ausgestrahlt.
Während eines Jahres haben Kameramann Adrian Baumann und Journalist Michael Wieland die Aspiranten der Polizeischule Basel-Stadt begleitet. Die filmische Dokumentation zeigt den Weg vom ersten Tag der Jungpolizisten im Oktober 2005 bis zur Vereidigung am 28. September 2006. Die Kameras waren bei der Schiessausbildung dabei, beim Theorieunterricht oder dem Sporttraining.
Im Kanton Basel-Stadt interessieren sich jedes Jahr rund 1000 Personen für eine Stelle bei der Polizei – nur rund 30 von ihnen schaffen aber den Sprung in die Polizeischule.

## Von Folge zu Folge

### Inhalt Folge 1
In der ersten Folge begleiten die Reporter den Aspiranten Markus auf einem 20 Kilometer Fussmarsch auf den Kerenzerberg in Filzbach und bei der Konfrontation mit dem Polizeialltag.

### Inhalt Folge 2
In der Schnupperwoche sind die Basler Jungpolizisten zum ersten Mal auf Streife. Bei Personenkontrollen, Einbrüchen und Verkehrskontrollen sammeln sie erste Erfahrungen. Im Schiessunterricht lernen die Aspiranten ihre Waffe kennen.

### Inhalt Folge 3
Die Aspiranten müssen Demonstranten bei einer Demo-Vorbereitung spielen und einen Pfefferspray-Test durchführen.

### Inhalt Folge 4
In der vierten Folge lernen die Polizeischüler Autofahren bei widrigsten Bedingungen und üben eine Personen-Rettung im Basler Untergrund. In den Praktikums-Wochen sind die Aspiranten bei der Grenzpolizei und dem Bereitschafts-Zug dabei.

### Inhalt Folge 5
In der letzten Folge berichten die Reporter über das Abseilen im Rheinhafen, eine 24-Stunden-Übung durchs Baselbiet und die praktischen Prüfungen sowie die anschliessende Vereidigung der Polizisten.